# Испанское завоевание Наварры
Испанское завоевание Наварры было начато королём Арагона и Кастилии Фердинандом II и было завершено его внуком, королём Испании и императором Священной Римской империи Карлом V в ходе ряда военных конфликтов с 1512 по 1524 год. Когда папа римский Юлий II в рамках очередной Итальянской войны объявил о создании Священной Лиги против Франции, королевство Наварра попыталось сохранить нейтралитет. Из-за этого повода Фердинанд II напал и захватил расположенную на Иберийском полуострове часть государства, в то время как Франция была занята войнами с другими государствами.
Королевством Наварра предпринималось несколько попыток отвоевать регион у испанцев (походы 1516 и 1521 годов), как и испанцы пытались захватить оставшуюся часть государства (1528 год). Камбрейский мир 1529 года закрепил границу между Испанией и Францией по Пиренеям.
Захваченная Испанией часть королевства была известная как Верхняя Наварра, в то время как расположенная во Франции оставшаяся часть именовалась Нижней Наваррой. Этот регион имел близкие связи с Францией, с которой вошёл в унию после того как в 1589 году король Наварры Генрих III Бурбон стал королём Франции (под именем Генрих IV).

## Предыстория

### Положение Наварры в третьей четверти XV века
С середины XV века Наварра пребывала в распрях между партиями Аграмонтов и Бомонов, что сильно ослабило её перед иностранным вмешательством. В 1461 г. в королевство вторглось кастильское войско, итогом стала передача западному соседу города Сонсьерры и нескольких крепостей. С 1474 г. король Арагона Фердинанд II начал работу над обеспечением своего контроля над соседними государствами с помощью военной силы и дипломатии. В 1476 г. в рамках этого плана Наварра стала фактическим протекторатом Кастилии, в то же время планы на Наварру на основании салического закона предъявлял французский дворянин и виконт Нарбоннский Жан де Фуа.:86-97
Правившая Наваррой с 1479 г. Мадлен Французская через четыре года начала выстраивать дипломатический баланс. В это время Фердинанд II начал искать союзников среди дворянства внутри самого королевства. На определённом промежутке времени им оказался граф де Лерин Луис де Бомон, потребовавший себе города Лос-Аркос и Лагуардия. Также иноземный монарх пытался осуществить проект женитьбы своего сына Хуана Арагонский на наследнице престола Екатерине де Фуа, но Мадлен в ноябре 1484 года выбрала Жане III д’Альбре, у данного брака в Наварре имелись противники.:97-123
С 1485 по 1488 г. отец Жана III и наместник в Наварре Ален д’Альбере ради женитьбы на Анне Бретонской пребывал в союзе с Арагоном, Кастилией, Англией и Священной Римской Империей в рамках Безумной войны против Карла VIII. В марте 1488 года он подписал с Фердинандом Валенсийский договор, по которому гарантировалась военная защита Наварры от Франции и гарантия независимости Беарна. В 1494 г. Мадлен и Фердинанд в итоге достигли соглашения, по которому её внучка Анна будет выдана замуж за Хуана или какого-либо другого внука Фердинанда и Изабеллы, после чего в Памплоне состоялась коронация Жана и Екатерины.:153-179 Но Луис де Бомон отказался поддержать соглашение, после чего королевская власть Наварры решила сокрушить всех мятежных дворян.:153-179
Наварра не могла самостоятельно справиться с мятежником, владевшим несколькими замками и бывшего союзником Кастилии. Виконтство Беарн предложил войско в 1 тыс. лучников, но Фердинанд выступал против военной помощи из-за Пиренеев. Но к началу 1495 г. королевско власти удалось изгнать де Бомона из королевства, получить контроль над рядом укреплений и добиться верности существенной части его сторонников.:153-179 В 1493 г. папа римский Александр VI вопреки воле правителей Наварры сменил на посту епископа Памплоны своего сына Чезаре на Антонио Паллавичини. Вступление на французский престол в апреле 1498 г. Людовика XII и существовавшие после первой итальянской войны мирные договора с Арагоном и Кастилией дали Наварре четыре года мира: Ален д’Альбре поддерживал планы нового правителя жениться на Анне Бретонской, и предложил выдать свою дочь Шарлотту за Чезаре.:153-179

### Победа над графом де Лерин
В 1506 г. Фердинанд во второй раз женился, выбрав своей супругой племянницу французского короля Жермену де Фуа, являвшуюся дочерью Жана де Фуа. Любой ребёнок, который появился бы в этом браке, автоматически мог претендовать на престол Наварры и лишить нового короля Кастилии Филиппа I шанса на объединение Арагона и Кастилии в Испанское королевство. Екатерина и Жан решили поддержать Филиппа I, с которым в июле 1506 г. был подписан договор в Тудела де Дуэро. Это укрепило власть в Наварре и было одобрено оказавшимся готовым поддержать правителей в борьбе с Францией и папством императором СРИ Максимилианом I, но оттолкнуло Людовика XII.:179-214
В 1507 г. Фердинанд снова стал правителем Кастилии, и его союзник Луис де Бомон поднял мятеж в Наварре. Катерина и Жан III предупредили своего более могущественного соседа, что требования Бомона не будут выполнены, а сам мятежник не останется безнаказанным. После гибели Филиппа I часть кастильской знати начала налаживать контакты с правителями Наварры в противовес Фердинанду, но те были осторожны.:179-214
В ходе битвы при Виане в 1507 г. погиб Чезаре Борджиа, бывший на службе Жана III и представлявший интересы Максимилиана. Через год корона начала активные боевые действия для подавления мятежа, в ходе которых был захвачен Лерин и нанесён ряд поражений Луису.:20–21 После этого в королевство наступил период мира, в ходе которого был положен конец существованию действовавшего с 1488 г. в целях эффективного осуществления правосудия Братства Наварры.

### Позиция Франции
Новый брак Фердинанда улучшил его отношения с Людовиком XII. Король Франции оказывал давление на д’Альбре, чтобы они отказались в его пользу от владений вне пределов Наварры (Беарн, Бигорр, Фуа и т. д.), но получил решительный отказ. В 1507 г. парламент Наварры отправил во Францию дипломатическую группу во главе с президентом королевского совета Жана Джасо и епископом Лескары, но этот шаг, как и другие дипломатические меры, оказал слабое влияние.:21
Парламент Тулузы с подачи короля издал указ о конфискации французских владений д’Альбре. В ответ в 1510 г. совет Наварры и Генеральные штаты Беарна объявили всеобщую мобилизацию и приняли закон о создании конфедерации Беарна и Наварры и постоянной совместной обороне от иноземных вторжений. На фоне происходящего Фердинанд II начал снова искать союзников в среде партии Бомонов.:21, 87

### Подготовка вторжения
4 октября 1511 года папа римский Юлий II провозгласил создание Священной Лиги для борьбы с Францией, куда вошли Испания, Венеция, СРB и Англия. Наварра отказалась присоединяться к этому объединению, провозгласив нейтралитет. В марте 1512 года Фердинанд II объявил войну Франции, через месяц смерть Гастона де Фуа в
битве при Равенне сделала Жермену де Фуа главным претендентом на пиренейские владения д’Альбре.
Людовик XII решил наладить отношения с Наваррой, отказавшись от территориальных претензий. Катерина и Жан III также вели переговоры и с Фердинандом, совмещавшим предложения и угрозы с перемещением войск к общей границе:23. В феврале 1512 года Фердинанд вступил в союз с Англией, что привело атаке на владения французского короля в Гиени:18. Власти Наварры приняли меры защиты, в то время как правитель Арагона и Кастилии разработал план вторжения, включавший объявление Юлием II правителей Наварры схизматиками:23. Кастильским дипломатам понадобились месяцы для получения папского одобрения:18.

## Поход 1512 года

### Вторжение
В июне 1512 года напряженность усилилась, когда Священная лига подала официальную петицию об отправке английских и кастильских войск через Наварру во Францию. В то же время наваррская дипломатическая миссия, отправленная во Францию, вела переговоры с Людовиком XII, длившиеся месяц, а Фердинанд пригрозил перейти границу, если будет достигнуто соглашение. Переговоры привели к заключению Четвёртого Блуаского договора 18 июля 1512 года, предусматривающего взаимную помощь для сохранения нейтралитета Наварры. Это также привлекло внимание к английской угрозе Франции после их высадки в Фуэнтеррабии, Гипускоа на территории Басков, сюзерена Кастилии:23, 88–91. На следующий день Фердинанд отправил свои войска через границу из Алавы в Наварру под командованием генерала дона Фадрике де Толедо, герцога Альбы, который участвовал в завоевании Гранады. К тому времени гипускское ополчение ворвалось в Наварру с северо-запада и 10 июля захватило Гойсуэту, деревню и крепость, граничащие с Гипускоа:17.
Через несколько дней кастильские войска без сопротивления продвинулись к окраинам Памплоны, где союзник Фердинанда граф Жан де Бомон принимал вторгшиеся войска в своем укрепленном дворце Аразури. Штурмовые отряды экспедиции насчитывали 6000 ветеранов, а весь караван, включая арьергард, насчитывал 15 000 человек. Население Памплоны составляло менее 10 000 человек. Екатерина и Иоанн III уехали в Туделу, надеясь собрать войска среди лояльных лордов, но сумели набрать только 500 человек:18. Ошеломлённые огромными размерами испанской экспедиции, лоялисты повернули на восток, в Лумбье (Ирунберри), и далее в Нижнюю Наварру. Екатерина, Жан III и их войска отступили к Ортезу, Беарн.
Внешние стены Памплоны были хлипкими, и над городом нависла угроза разграбления, объявленная герцогом Альба. Ввиду отступления королевской семьи в Лумбье местные власти сдались 25 июля. Без промедления кастильцы отправили гонцов в главные крепости Наварры с требованием последовать их примеру. Большинство из них подчинились, за исключением Амайура (Бастан), Эстелла-Лисарра, Тудела и Сен-Жан-Пье-де-Пор:21–22. Власти Памплоны были обязаны поклясться в верности Фердинанду, но они утверждали, что не могут, поскольку присягнули на верность Жану III, своему естественному лорду, а он был жив. В конце августа 1512 года Фердинанд заявил, что он король Наварры по закону: де-юре propio.
Тудела, в свою очередь, была осаждена и сопротивлялась нападению арагонцев во главе с Альфонсо Арагонским, внебрачным сыном Фердинанда II и архиепископом Сарагосы, который командовал 3000 пехотинцев и 300 кавалеристов:29. Решительная лояльность местных властей к наваррской короне не могла скрыть их низкий моральный дух из-за папской буллы и безнадежность их сопротивления, как указано в письмах защитников королю. Город сдался 9 сентября 1512 года, чтобы избежать разграбления, дальнейшей конфискации и бесполезного кровопролития. Альфонсо дал присягу соблюдать законы Наварры, следуя инструкциям своего отца Фердинанда:30–31.

### Захват Наварры
К концу августа 1512 года практически вся Иберийская Наварра находилась под властью Испании. Герцог Альба, командуя отрядом из 3000 пехотинцев и 300 кавалеристов при поддержке ещё 400 артиллеристов, занял пиренейские долины Эскоа, Салазара и Ронкаля. Они пересекли Пиренейские перевалы в северном направлении, застали врасплох часовню Ронсево и подожгли деревню. Кастильские силы во главе с полковником Вильяльбой (или лордом партии Бомонта Мартином Урсуа, в зависимости от источников) прибыли в Сен-Жан-Пье-де-Пор 10 сентября, но обнаружили, что их гарнизон под командованием лорда Миоссенса Альбрет покидал крепость:43. Кастильские силы приступили к грабежу, сжиганию и террору деревень Нижней Наварры, тактику, которую кастильский командующий пытался оправдать в своих письмах. Похоже, что Церковь одобряла подчинение наваррского населения:44.
Кастильцы потребовали подчинения всех лордов Нижней Наварры (Ультрапуэртос, Дека-Портс), а герцог Альба приказал снести все дома-башни на территории. Сады в районе Сен-Жан-Пье-де-Порт (Донибане Гарази на баскском языке) были вырублены, в результате чего местное население боролось за существование:44. В этот момент Фердинанд потребовал капитуляции Екатерины и Иоанна III, но предложили договориться об их удержании на троне при условии, что они отправят своего наследника Генриха на воспитание при дворе Кастилии. Требование было встречено категорическим отказом.
Между тем, французская армия была размещена в Байонне (Лабур, в Гиене), защищаясь от возможных действий англичан или кастильцев. Фердинанд все ещё планировал вторгнуться в Гиенну, где располагались как владения Альбрета, так и французские королевские земли, или, по крайней мере, Байонну, стратегический порт Наварры. Однако у кастильцев в Нижней Наварре было мало времени из-за нехватки продовольствия и припасов и из-за неблагоприятных погодных условий. 1000 недовольных солдат-ветеранов в Сен-Жан-Пье-де-Пор подняли мятеж. Герцог Альба договорился об их перемещении в менее враждебные районы Бургуи и Салазар, подавив восстание:47–48.

### Контрнаступление
К середине октября Жан III собрал армию из 15 тыс. наваррцев, гасконцев и наёмных ландскнехтов. Три колонны продвинулись в Гипускоа и центр Наварры. Первая колонна осадила Хондаррибию и Доностию и заняли ряд местных городков. Это должно было отвлечь внимание от любых попыток кастильцев оказать помощь осажденным войскам в Памплоне. К тому времени, устав от ненадёжности Фердинанда II, англичане решили покинуть театр военных действий, разграбив ряд деревень и городов (Эррентерия):48. Вторая колонна под командованием герцога Лонгвиля состояла из 8 тыс. гасконцев, 1 тыс. наваррцев, 1,5 тыс. ландскнехтов и соответствующей артиллерии. Он отправился из Пейрорада, вступил в бой с кастильцами в Айнхизе и нанёс им поражение 19 октября:49.
Третья колонна пересекла Пиренеи из Ронкаля (Эрронкари) и достигла Бургуи. Опасаясь, что связь с Памплоной будет прервана, герцог Альба отступил в столицу, оставив хорошо оснащённый гарнизон в Сен-Жан-Пье-де-Пор. Наваррская колонна продвигалась от Салазара к Памплоне:38. 24 октября 1512 г. герцог Альба достиг Памплоны, сопровождаемый силами лоялистов Наварры, которые осадили столицу.
В Эстелла-Лизарра повстанцам во главе с Джоном Рамиресом де Бакедано и Хайме Веласом де Медрано вскоре противостояли силы Педро де Бомона, поддерживаемые кастильцами герцогом Нахера и маркизом Комарес. Наваррские лидеры сделали последний бой у крепости Монжардин, но в конце концов подписали капитуляцию:39. Осада Памплоны длилась месяц, но наступление зимы и прибытие подкреплений из Кастилии разрушили все перспективы успешного завершения операции. Лоялисты отступили, и кастильские войска вернулись через Пиренеи в Сен-Жан-Пье-де-Порт и Нижнюю Наварру, участвуя в регулярных стычках с недовольным партией Бомона сеньором Люкса.
В 1512 году отряд ландскнехтов наваррской армии с 12 артиллерийскими орудиями был уничтожен на перевале Белате патрулём во главе с губернатором Гипускоа Хуаном де Сильва. В ходе боя ополчение атаковало ландскнехтов, которые в беспорядке отступили, были преследованы и в значительной степени убиты. Позже стычка была преувеличена до размеров масштабной битвы, а захваченные пушки были добавлены в 1513 г. к официальному гербу Гипускоа:54.

### Возвращение испанской власти и последствия
По состоянию на декабрь 1512 года столкновения ограничивались Сен-Жан-Пье-де-Пор и его всё ещё занятыми кастильцами внутренними районами. Между 13 и 23 марта 1513 года был созван парламент Наварры, сокращённый до представителей партии Бомона, которые встали на сторону кастильцев и принял Фердинанда как своего «естественного господина и короля». Фердинанд, в свою очередь, согласился сохранить наваррские институты и самобытность. В то же время первый вице-король Наварры Диего Фернандес де Кордова дал присягу соблюдать законы Наварры, известные как фуэрос:36.
Первоначально королевство было присоединено к Арагонской короне как заработанное благо, согласно папским буллам. Арагон был пиренейским государством с аналогичным конфедеративным институциональным устройством, в отличие от авторитарной Кастилии. Кастильское давление привело к завещанию Наварры дочери кастильской королевы Изабеллы, Хуанне Кастильской, и присоединению баскского королевства к Кастилии в 1515 году:35–41. 11 июня 1515 года собрались кортесы Бургоса, где не присутствовали представители Наварры. Даже наваррский граф Лерина Людовик Бомонский, сообщник Фердинанда II до этого момента, протестовал против этой аннексии Кастилии и был заключён в тюрьму. Аннексия была подтверждена Фердинандом 7 июля, принесшим присягу уважать законы и институты Наварры, pactum subjectionis, одновременно возложив на Королевский совет Кастилии полномочия управлять и отправлять правосудие по вопросам, затрагивающим Наварру:257.
Кастилия и Наварра имели разные институциональные и правовые системы, а также социальные и этнические структуры. Как только кастильские и арагонские военные подтвердили оккупацию крепостей, была подготовлена почва для постепенного институционального захвата, отмеченного централизующим стремлением испано-кастильской короны. Это было источником частых трений и напряжённости. Дипломат и писатель Никколо Макиавелли ожидал быстрого и легкого взаимопонимания Фердинанда II с Францией «при единственном условии сохранения Наварры, отказавшись вместо этого от Миланского герцогства из-за его близости к Швейцарскому союзу»:32.

## Обоснование

### Юридические притензии
Фердинанд хотел представить свое военное вмешательство как юридически обоснованное. Он заказал отчет специалистам по правовым вопросам Антонио де Небрихе и Хуану Лопесу де Паласиосу Рубиосу, чтобы обосновать свои действия в связи с широким спектром претензий на королевство Наварра,:26 в последующие десятилетия и столетия эти отчеты должны были стать отправной точкой для дебатов по поводу будущего королевства и моральности испанского завоевания. Как отмечает историк Альфредо Флористан, принимая это задания, оба ученых действовали как слуги своих хозяев — короля Фердинанда II и герцога Альбы.:49 Лопес де Паласиос позже разработал доктрину, узаконившую испанское завоевание Вест-Индии.
В конце августа 1512 года, когда завоевание центральной части Наварры было завершено, Фердинанд выступил с заявлением, в котором отстаивал свое право напасть на Наварру в соответствии с доктриной iure belli или «справедливой войны», принятой hимской церковью в 1511 г.:27 В его руках была Памплона, в то время как королевская семья пребывала в Беарне, Фердинанд далее обосновал свои притязания на корону Наварры юридическим правом, то есть своим собственным правом собственности. Другое требование касалось так называемого «права прохода» через Наварру для достижения военных целей в Гиени, подкрепленного божественным правом Фердинанда как короля. Фердинанд также утверждал, что он «соблюдал международные договоры», вторгаясь в Наварру, чтобы помочь своему союзнику Англии.:28
Дополнительным утверждением было то, что родословная наваррской королевской династии, начинающаяся с Иньиго Аристы (824—851), была узурпацией законного кастильского претендента, предполагаемого наследника вестготского королевства через королевство Астурию, поскольку вестготы в качестве федератом Западной Римской империи были обладателями мандата на Испанию от императора Гонория.:28 Наконец, Фердинанд выдвинул ряд притязаний на наваррский трон из-за своей женитьбы на Жермене де Фуа, а также своего отца Хуана II.

### Папские буллы
Шпионы донесли Фердинанду о ходе переговоров между наваррскими дипломатами и Людовиком XII в Блуа. Накануне вторжения, 17 июля 1512 г., Фердинанд распространил поддельный черновик подписанного следующим днём Блуасского мирного договора с целью очернить обе стороны.:19 Вышедшая 21 июля, через три дня после вторжения, папская булла Pastor Ille Caelestis разрешал Фердинанду вести войну с врагами Церкви и претендовать на их земли и подданных при условии, что они находятся за пределами Италии, что относилось бы к Франции и «еретической» короне Наварры. Это положение было добавлено по инициативе Фердинанда в декабре 1511 г.:23
5 июня Фердинанд обратился с письмом к папе Юлию II, призывая его издать буллу, отлучающую от церкви «всех жителей королевства Наварра и княжества Беарн» и предоставляющую ему Наварру, а в противном случае — право на её захват, и апеллирующую к собственным интересам папы в Испания. «Вам просто нужны свиток и чернила», — добавил он.:23 7 июня Фердинанд направил своему послу в Риме ещё одно письмо, в котором убеждал его как можно скорее получить буллы, поскольку «наша армия и артиллерия готовы» к вторжению в Наварру.:23
Однако корона наваррцев прямо не упоминалась в булле. 18 февраля 1513 г., была издана папская булла Exigit Contumatium. Екатерину и Иоанна III объявили раскольниками и, следовательно, недостойными носить королевский титул, отлучали от церкви и конфисковывали их имущество.:24 Члены парламента Наварры на заседании в Памплоне 13-24 марта 1513 г. признали Фердинанда II королем.

### Новый порядок
Несмотря на поддержку папы, Фердинанда и его преемников преследовали обвинения в тирании и узурпации, и эти опасения должны были отразиться на статусе Наварры после вторжения. Фердинанд постарался представить вторжение как простую смену династии, пытаясь скрыть факт военного переворота. Несмотря на то, что Наварра считалась «заслуженным благом» из—за свободного распоряжения Фердинанда, был применен pactum subjections — клятва уважать наваррские законы и самобытность.
Наварра не была Гранадой, которая считалась не только законным завоеванием по римско-католическим стандартам, но и «отвоеванием» королевства вестготов.:48 С другой стороны, Наварра считалась старым христианским королевством со светскими институтами и укоренившейся идентификацией её населения с местный общественный порядок.:34 Prior in tempore, potior in iure, или «раньше по времени, сильнее по закону»: королевство было сильнее самой короны.

## Попытка отвоевания 1516 г
В 1516 г. Фердинанд умер, и престолы Кастилии и Арагона унаследовал проживавший в Бургундских Нидерландах его 16-летний внук от брака с Изабеллой Карл Австрийский. Иоанн III увидел в этом возможность отвоевать испанскую часть своего королевства. Собранное в Совтер-де-Беарне войско было разделено на две части, которыми командовали сам Альбер и маршал Наварры Педро.:49 Войско достигло городов Сангуэса и Лумбьер, начав разжигать восстание.
Отряд Иоанна III не смог одолеть кастильский гарнизон Сен-Жан-Пье-де-Пора. 12 марта 1516 г. Педро двинулся к Ронсево, но кардинал Сиснерос был проинформирован о намерениях наваррцев и приказал полковнику Вильяльбе ждать его там. Педро, в свою очередь, решил обойти Ронсево через Салазар и Ронкал, но погода и слабая поддержка местных жителей за исключением Ронкаля, помешал этому плану.:60 Наваррский отряд в 600 солдат был разгромлен полковником Вильяльбой близ Исабы в долине Ронкаль, Педро был убит много лет спустя, находясь в заключении в Симанкасе, хотя это было представлено как самоубийство.
Среди захваченных в плен было несколько дворян, в том числе Валентин Ясонский, двоюродный брат Франциска Ксаверия. Пленники были доставлены в Атьенцу и содержались в цепях с ограниченным доступом с внешним миром. Были приняты чрезвычайные меры безопасности, и никто из наваррцев не был допущен в город, а любой житель, принимающий наваррцев или не сообщающий об их присутствии, подвергался штрафу в размере 1000 мараведи и тюремному заключению сроком на два года. Оставшиеся в живых 7 наваррских дворян-аграмонтов были в конечном счете освобождены после дачи клятвы верности, но в будущем все они присоединились к франко-наваррской экспедиции 1521 года под командованием генерала Аспарроса.:62
Поход провалился, 14 авугста 1516 г. в Нуайонском мирном договоре между Франциском I и Карлом V последний согласился в контексте более широкого соглашения пересмотреть свои права на королевство Наварра и прислушаться к послам королевы Екатерины. Однако франко-испанская напряженность вновь усилилась, Екатерина умерла в начале 1517 года, и положения о Наварре, изложенные в договоре, так и не были выполнены.:66
Между наваррскими дипломатами и Карлом V продолжались переговоры о заключении соглашения о браке между сестрой Карла Элеонорой и новым королем Наварры Генрихом II. Парламент Наварры в Памплоне, на котором присутствовали только члены бомонтской партии, потребовал присоединения к Верхней Наварре населённых басками «Прибрежной Наварры».:26

### Реакция Испании
Бывший регентом испанский кардинал Франциско Хименес де Сиснерос в 1517 г. издал указ о сносе всех наваррских замков, чтобы предотвратить дальнейшее сопротивление.:66 Видных деятелей Наварры, которые встали на защиту прежних монархов, были заключены в тюрьму в Атьенце или отправлены в изгнание. Репрессии были направлены, по словам Сиснеросы, на дальнейшее «подчинение и сдерживание [Наварры], чтобы никто в этом королевстве не осмелился восстать».:66
Подражая королевскому решению 1502 года в Кастилии — подробности этого решения не очень известны — испанские власти издали указ о принудительном обращении в ислам или изгнании мусульман-наваррцев, проживавших в Туделе и её окрестностях, вероятно, 1 мая 1516 года. Однако к 1516 году многие из них эмигрировали из-за продолжавшихся десятилетиями поборов, эмиграция продолжалась до 1520 года, многие из них осели в Арагоне, где они нашли временное пристанище до изгнания в 1526 г.:47
Институциональная структура Наварры была сохранена после вторжения в 1512 г. После смерти Фердинанда II в январе парламент Наварры собрался в Памплоне, призвав Карла V по традиции посетить церемонию коронации в городе. Посланцы парламента были встречены императором с полным безразличием, он отказался присутствовать на какой-либо церемонии. В конце концов, в 1517 году парламент собрался без Карла V, которого представлял герцог де Нахера.
Карл дал множество обещаний, в то время как парламент продолжал подавать императору жалобы и требования о возмещении ущерба (в общей сложности — 67 штук). Второй вице-король Наварры Фадрике де Акунья был низложен в 1515 г.; вероятно, за то, что передавал жалобы.:39–40 Противоречия в документах, касающихся предполагаемого принесения присяги императором в 1516 г., указывают на то, что записи могли быть подделаны.